# Postigo de Nossa Senhora da Graça
O Postigo de Nossa Senhora da Graça, também chamado Postigo de Santo Agostinho, foi uma antiga porta da cidade de Lisboa, inserida na cerca fernandina da cidade.
Existiu entre o Convento da Graça, e o muro da cerca que vem de São Vicente de Fora, cujas ruínas são ainda visíveis, e nelas o sinal da porta. Foi demolido em 1700.